# Fanboy
Fanboy (no feminino, fangirl) é um termo descritivo, muitas vezes depreciativo, para definir uma pessoa que é fã de forma excessiva por um produto, pessoa ou empresa; que se demonstra ao defender fortemente sua opinião a respeito do assunto. O termo geralmente está interligado à cultura nerd.
O termo é um anglicismo, vindo das palavras fan (fã) e boy (garoto).

## Estereótipo
O estereótipo comum atribuído a este grupo é de que seu julgamento é parcial sobre o assunto, e que demonstra agressividade na presença de críticas, dificuldade de admitir falhas e ressaltar excessivamente pontos positivos quanto ao assunto do qual se é fã.
Os objetos de devoção incluem: empresas, personagens, seriados, mangás, jogos, softwares, artistas, celebridades, grupos musicais, políticos e etc.
Alguns exemplos são dos usuários de consoles de videogame, smartphones, acompanhantes de HQs e adeptos de ideologias políticas partidárias.